# Golče
Golče je naselje v Občini Zagorje ob Savi.